# Барра-ду-Ріу-Азул
Барра-ду-Ріу-Азул (порт. Barra do Rio Azul) — муніципалітет в Бразилії, входить до складу штату Ріу-Гранді-ду-Сул.
Складова частина мезорегіону Північний Захід штату Ріу-Гранді-ду-Сул. Входить в економіко-статистичний мікрорегіон Ерешин.
Місто засноване 20 березня 1992 року.

## Населення і площа
Населення становить 2035 осіб на 2007 рік.
Займає площу 147,571 км². Щільність населення — 14,6 осіб/км².

## Статистика
- Валовий внутрішній продукт на 2003 становить 24.653.129,00 реалів (дані: Бразильський інститут географії і статистики).
- Валовий внутрішній продукт на душу населення на 2003 становить 10.855,63 реалів (дані: Бразильський інститут географії і статистики).
- Індекс людського розвитку на 2000 становить 0,784 (дані: Програма розвитку ООН).